# Arroio Trinta
Arroio Trinta är en kommun i Brasilien.   Den ligger i delstaten Santa Catarina, i den södra delen av landet, 1 300 km söder om huvudstaden Brasília. Antalet invånare är 3 500.
I omgivningarna runt Arroio Trinta växer i huvudsak städsegrön lövskog. Runt Arroio Trinta är det glesbefolkat, med 20 invånare per kvadratkilometer.